# Robert Gillespie Reid
Sir Robert Gillespie Reid (1842. október 12., Skócia, Perthshire, Coupar Angus – 1908. június 3.) skót vasúti vállalkozó. Főként a Kanadában és az Egyesült Államokban épített vasúti hídjairól híres. 1889-től haláláig ő készítette, birtokolta, és üzemeltette az Új-Fundlandi Vasúttársaságot.

## Pályafutása
Reid nemzetközi hírnevű hídépítő és vasúti vállalkozó volt. Rengeteg az ő által tervezett építmény tanúskodik tehetségéről és tántoríthatatlan szándékairól. Reid 1889-ben a Reid Új-Fundland Vállalat elnökeként hozta be az üzleti vállalkozását Új-Fundlandra, és megépítette a Whitbourne és Port aux Basques közti vasútvonalat. A Reid Új-Fundland Vállalat birtokolta és üzemeltette a szigeten a vasutat, a hajózást és a telegráfos hírközlést 33 évig. Hatalmas befolyással bírt a régióra, a régió vasútjaira.